# Rita Ramanauskaitė
Rita Ramanauskaitė (ur. 22 lutego 1970 w Kownie) – litewska lekkoatletka.
Wychowała się w Domejkowie, lekkoatletykę zaczęła trenować w wieku 14 lat.
Trzykrotnie startowała w igrzyskach olimpijskich w rzucie oszczepem. W 1996 zajęła 22. miejsce z wynikiem 56,94 m, w 2000 była trzynasta z wynikiem 59,21 m, a w 2004 uplasowała się na 31. pozycji z wynikiem 55,17 m.
Dwukrotna uczestniczka mistrzostw Europy. W 1994 zajęła piąte miejsce z wynikiem 61,54 m, natomiast w 1998 była jedenasta z wynikiem 57,11 m.
W 1997 roku została złotą medalistką igrzysk bałtyckich z wynikiem 65,46 m (zawody były rozgrywane starymi modelami oszczepu) oraz mistrzostw krajów bałtyckich z wynikiem 62,70 m.
Ośmiokrotna mistrzyni Litwy w rzucie oszczepem z lat 1994, 1995, 1998, 2000, 2001, 2003, 2004 i 2006, wicemistrzyni z 2002 roku oraz brązowa medalistka mistrzostw kraju z lat 1988, 1989, 1992, 1993 i 2005.
W 2009 roku została brązową medalistką mistrzostw świata weteranek w kategorii 35–39 lat z wynikiem 44,75 m.
Rekord życiowy: 62,69 m (Paryż, 23 czerwca 2000) – były rekord Litwy, pobity przez Livetę Jasiūnaitė w 2019 roku